# Takeita (Departement)
Takeita ist ein Departement in der Region Zinder in Niger.

## Geographie

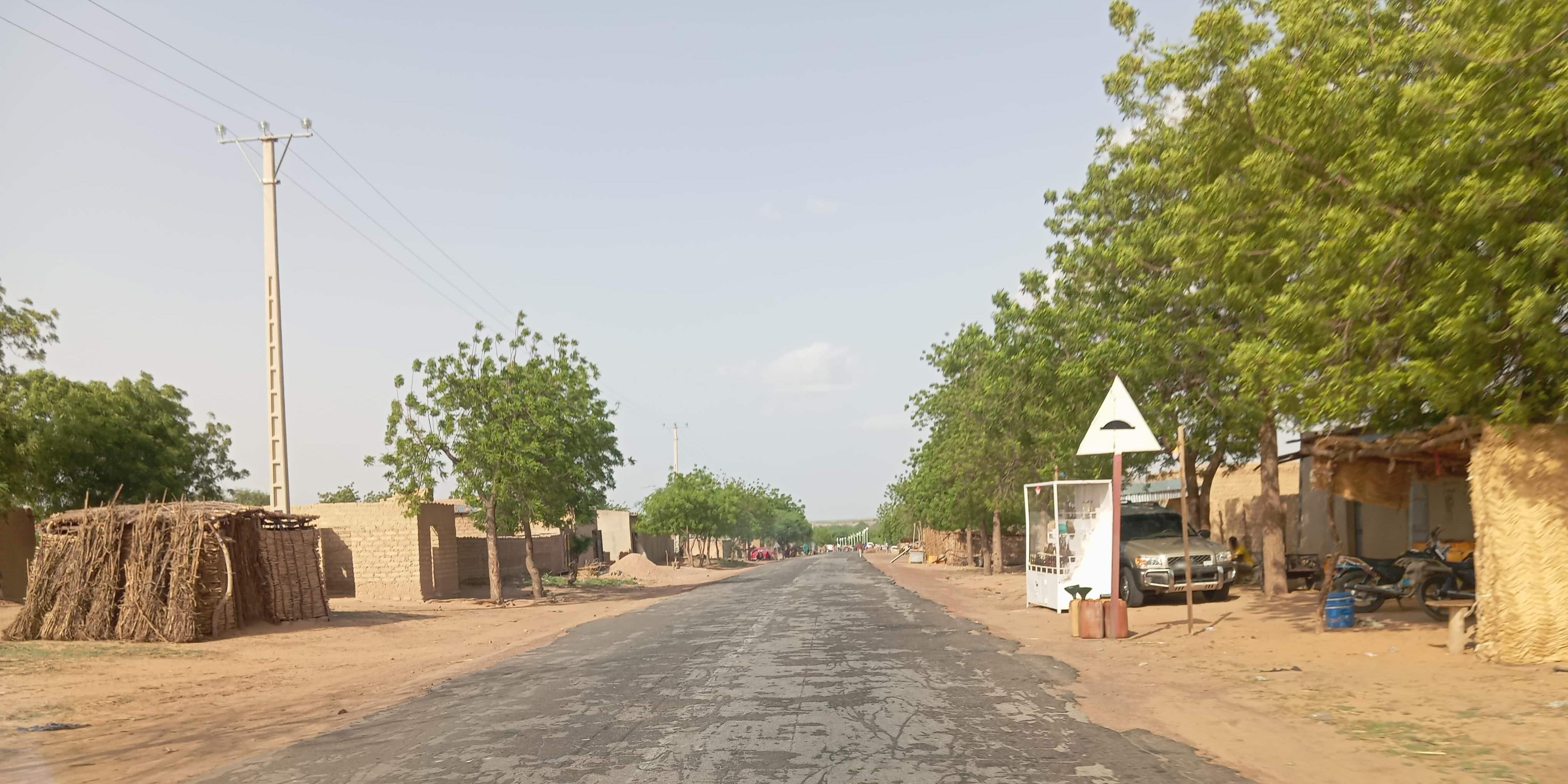
Nationalstraße 1 im Departementshauptort Takeita (2024)

Das Departement liegt im Süden des Landes. Es besteht aus den Landgemeinden Garagoumsa, Dakoussa und Tirmini. Der namensgebende Hauptort des Departements ist Takeita.

## Geschichte
Das Departement geht auf den Verwaltungsposten (poste administratif) von Takeita zurück, der 1988 eingerichtet wurde. 2011 wurde der Verwaltungsposten aus dem Departement Mirriah herausgelöst und zum Departement Takeita erhoben.

## Bevölkerung
Das Departement Takeita hat gemäß der Volkszählung 2012 249.036 Einwohner. Von 2001 bis 2012 stieg die Einwohnerzahl jährlich durchschnittlich um 4,7 % (landesweit: 3,9 %).

## Verwaltung
An der Spitze des Departements steht ein Präfekt (französisch: préfet), der vom Ministerrat auf Vorschlag des Innenministers ernannt wird.
| Amtszeit                      | Name                                                  |
| ----------------------------- | ----------------------------------------------------- |
| 29. Feb. 2012 – 29. Jul. 2016 | Moussa Massalatchi (alias Moussa Massalatchi Soumana) |
| 29. Jul. 2016 – 4. Dez. 2020  | Abdou Mantaou                                         |
| 11. Dez. 2020 – 8. Nov. 2021  | Rouana Hachimou                                       |
| 8. Nov. 2021 – 21. Sep. 2023  | Abdou Ibrahim Kané                                    |
| seit 21. Sep. 2023            | Abdoulaye Issiakou                                    |